# Santa Cruzkangoeroegoffer
De Santa Cruzkangoeroegoffer (Dipodomys venustus)  is een zoogdier uit de familie van de wangzakmuizen (Heteromyidae). De wetenschappelijke naam van de soort werd voor het eerst geldig gepubliceerd door Clinton Hart Merriam in 1904.

## Voorkomen
De soort komt voor in de Verenigde Staten.